# Orion (thần thoại)

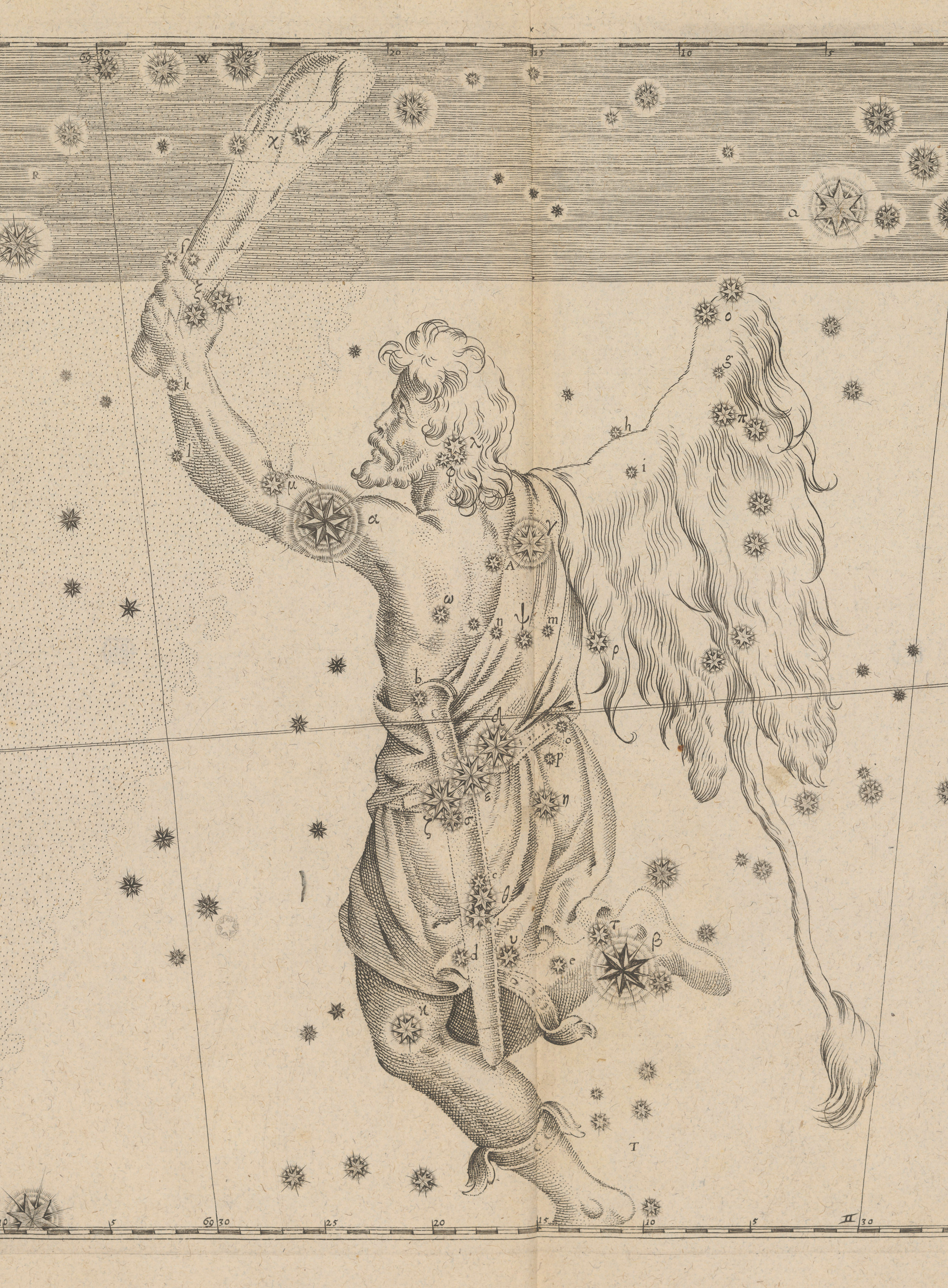
Một bản khắc của Orion từ Uranometria của Johann Bayer, 1603 (Thư viện Đài thiên văn Hải quân Hoa Kỳ)

Trong thần thoại Hy Lạp, Orion (/əˈraɪən/; tiếng Hy Lạp cổ đại: Ὠρίων hoặc Ὠαρίων; Tiếng Latin: Orion)  là một thợ săn khổng lồ mà Zeus (hoặc có lẽ là Artemis) đặt giữa các ngôi sao với tư cách là chòm sao Orion.
Các nguồn cổ xưa kể một số câu chuyện khác nhau về Orion; Có hai phiên bản chính của sự ra đời và một số phiên bản của cái chết của vị thần này. Các thông tin được ghi lại quan trọng nhất là sự ra đời của Orion ở đâu đó tại Boeotia, chuyến thăm của anh đến Chios, nơi anh gặp Merope và sau khi anh cưỡng hiếp cô, đã bị cha cô, Oenopion, làm cho mù mắt; sau đó Orion phục hồi thị lực tại Lemnos, cuộc đi săn của anh cùng với Artemis trên đảo Crete, cái chết bởi cây cung của Artemis hoặc vết chích của con bọ cạp khổng lồ đã trở thành chòm sao Bọ Cạp và sau đó Orion bay lên thiên đàng. Hầu hết các nguồn cổ xưa đều bỏ qua một số câu chuyện này này và một số chỉ nói duy nhất một chuyện trong đó. Những sự kiện khác nhau ban đầu có thể là những câu chuyện độc lập, không liên quan và không thể biết liệu những thiếu sót đó có phải là sự đơn giản hay đại diện cho một sự bất đồng thực sự hay không.
Trong văn học Hy Lạp, lần đầu tiên Orion xuất hiện như một thợ săn vĩ đại trong sử thi Odyssey của Homer, nơi Odysseus nhìn thấy bóng lưng của anh trong thế giới địa ngục. Cốt lõi trong câu chuyện của Orion được kể bởi các nhà sưu tầm thần thoại Hy Lạp và La Mã, nhưng không có phiên bản văn học mở rộng nào về những cuộc phiêu lưu của ông có thể so sánh, ví dụ như của Jason trong Apollonius của Rhodes ' Argonautica hay Medea của Euripides; mục trong Fasti của Ovid cho ngày 11 tháng 5 là một bài thơ về sự ra đời của Orion, nhưng đó là một phiên bản của một câu chuyện duy nhất. Những mẩu còn sót lại của truyền thuyết đã cung cấp một cơ hội màu mỡ để suy đoán về tiền sử và thần thoại Hy Lạp.
Orion phục vụ một số vai trò trong văn hóa Hy Lạp cổ đại. Câu chuyện về những cuộc phiêu lưu của Orion, người thợ săn, là câu chuyện có nhiều bằng chứng nhất (và thậm chí cho điều đó, không nhiều lắm); anh ta cũng là nhân cách hóa của chòm sao cùng tên; ông được tôn sùng như một anh hùng, theo nghĩa Hy Lạp, ở vùng Boeotia; và có một đoạn văn nguyên nhân nói rằng Orion chịu trách nhiệm cho hình dạng hiện tại của Eo biển Sicily.